# Fancsal
Fancsal è un comune dell'Ungheria di 388 abitanti (dati 2001) . È situato nella contea di Borsod-Abaúj-Zemplén.